# Brendan Benson
Brendan Benson (født 14. november 1970) er en amerikansk musiker fra byen Detroit. Hans første single "Folk Singer" udkom i 2002. Det første album udkom i 2003 og hed One Mississippi. Senere er flere ep'er kommet til. hans nyeste album hedder Spit it Out.
Brendan Benson er en person, og et band. Han spiller selv alle instrumenterne på sine plader, selvom han dog har et band med til hjælp, live.
Personen Brendan Benson er i 2005/2006 blevet sangskriver og sanger i bandet The Raconteurs der også tæller Jack White (The White Stripes), Jack Lawrence (The Greenhornes) og Patrick Keeler (The Greenhornes).